# Kadoma, Ōsaka
Kadoma (tiếng Nhật: 門真市, Kha-đô-ma) là một thành phố thuộc tỉnh Ōsaka, Nhật Bản.